# Zoonavena
Zoonavena — род птиц из семейства стрижиных.

## Виды
Род включает следующие виды птиц:
- Zoonavena grandidieri (типовой вид)
- Zoonavena thomensis
- Zoonavena sylvatica

## Распространение
Zoonavena sylvatica обитают на Индийском субконтиненте, два других вида являются эндемиками островов, расположенных к западу и востоку от Африки: Zoonavena thomensis живут на островах Сан-Томе и Принсипи, а Zoonavena grandidieri на Коморских островах и Мадагаскаре.

## Описание
Длина тела 10—12 см. Все представители рода имеют сходную окраску оперения: оно у них темное, за исключением светлых участков на нижних покровах хвоста, брюшке и задней части.